# إليو رينيرو
إليو رينيرو (بالإيطالية: Elio Rinero)‏ هو لاعب كرة قدم إيطالي في مركز الوسط، ولد في 8 أبريل 1947 في بيناسكو (تورينو) في إيطاليا. لعب مع نادي ألساندريا ونادي باري ونادي جنوى ونادي ريجينا ونادي ساليرنيتانا ونادي سبال ونادي لاتسيو وهيلاس فيرونا ويوفنتوس.